# Srŏk Ch'êh Sên
Srŏk Ch'êh Sên är ett distrikt i Kambodja.   Det ligger i provinsen Preah Vihear, i den centrala delen av landet, 230 km norr om huvudstaden Phnom Penh. Antalet invånare är 15 004.